# 自己愛性パーソナリティ障害
自己愛性パーソナリティ障害（じこあいせいパーソナリティしょうがい、英: narcissistic personality disorder、NPD）とは、過大な自尊心と自信、過度な賞賛の欲求、共感の欠如といった特徴を示すパーソナリティ障害の一類型である。
DSMではクラスターBパーソナリティー障害に分類される。診断は専門家による面接によって行われる。鑑別疾患として躁病と物質使用障害がある。
患者はたいてい自分が問題であるとは認識していないため、多くの場合において精神療法は困難である。人口の1%が、一生のある時点でNPDを経験すると考えられている。女性よりも男性に多く、また老年者よりも若者に多い。このパーソナリティーは1925年にロバート・ウェルダーにより初めて記され、1968年にNPDとの用語が使われるようになった。

## 定義
精神医学的障害の一種である。

## 症状
メイヨクリニックによると、自己愛性パーソナリティ障害は劇的で感情的な行動に特徴づけられ、主として以下の症状を含んでいる。
これらの症状に加え、自己愛性パーソナリティ障害の人物は傲慢さを示し、優越性を誇示し、権力を求め続ける傾向がある。彼らは称賛を強く求めるが、他方で他者に対する共感は欠けている。これらの性質は、強力な劣等感および決して愛されないという感覚に対する防衛によるものと考えられている。
自己愛性パーソナリティ障害の症状は、高い自尊心と自信を備えた個人の特徴とも似通っていると捉えることができる。そこに違いが生じるのは、これらの特徴を生み出す、基底にある心理機構が病理的であるかどうかである。自己愛性パーソナリティ障害の人物は人より優れているという固有の高い自己価値感を有しているが、実際には脆く崩れやすい自尊心を抱えている。批判を処理することができず、自己価値観を正当化する試みとして、しばしば他者を蔑み軽んじることで内在された自己の脆弱性を補おうとする。痛ましい水準の自己価値観を有する他の心理学的状態とは対照的に、自己愛的な性格を特徴づけるのはまさにこの所以である。
幼少期における高い自己意識と誇大的な感覚はナルシシズムには特徴的なものであり、正常な発達の一部である。概して児童は、現実の自分と、自己に関して非現実的な視点の元となる理想自己との間にある違いを理解できない。8歳を過ぎると、自己意識にはポジティブなものとネガティブなものの両方が存在し、同年代の友人との比較を基盤にして発達し始め、より現実的なものになる。自己意識が非現実的なままで留まる原因として二つの要素が挙げられており、機能不全の交流様式として、親が子に対して過度の注意を向けること、あるいは注意が過度に不足していることのいずれかが挙げられる。その子どもは注意もしくはケアの不足により生じた自己の欠損を、誇大的な自我意識という手段で埋め合わせようとするだろう。力動的な児童精神科医の多くは、自己愛性パーソナリティ障害は学童期までには同定できるという。また幼児期の不安定な養育は独りでいられる能力の確立を阻害し、安心して一人でいること（孤独）を楽しんだり、一人でくつろぐことを困難にする傾向がある。
児童期ナルシシズム測定（CNS）尺度によると、自己愛的な子どもは他者によい印象を与え、称賛を得ることを求め続けるが、誠実な友情を形作ることにいかなる関心も持たないと結論づけられた。CNSの研究者達は、児童期のナルシシズムは西側社会においてより優勢に見られることを測定した。過度に個人を称賛することに焦点を当てたいかなる活動も、自己愛的な側面を強めうる。ナルシシズムを先鋭化させる、あるいは保護する因子を発見する更なる調査が求められている。

### 強迫
強迫性障害（強迫神経症）の形成には生物学的基盤をもつものから心因性疾患として生じるものまで様々なルートが存在するが、その一つに自己愛性パーソナリティ障害が挙げられる。レオン・サルズマンは、強迫性格は今日もっともよくみられる性格であり、すべてをコントロールしようとし、それが可能であるという万能的な自己像をもつ点が特徴であることを指摘している。強迫とは、同じ思考を反復せざるを得ない強迫観念と、同じ行為を繰り返さざるを得ない強迫行為を指すが、これらの症状の背後には強迫症者の持つ自己不全感が関与している。行為や思考を強迫的に反復して完全を期すことは、自己不信という根源的不安を防衛し、自己の完全性を維持することへと繋がる。現実に直面して敗退した自己愛性パーソナリティ障害の人物は、退却して仮想の世界で万能的自己を維持しようと試みる。現実との関わりを避け、決断や実行を回避し、ひきこもることで自己の栄光を維持しようとする。それは、何もしないでいれば、何でもできる可能性の中にとどまっていられるからである。強迫症状が軽減・消退した直後に抑うつが生じるのは、尊大な自己像が揺さぶられ、現実の自己を受け入れなければならなくなることへの反応であり、強迫は抑うつに対する防衛として機能している。

### 恥（羞恥心）との関連
自己愛性パーソナリティ障害の人物は概して恥をかくことをひどく恐れる。精神分析医のアンドリュー・モリソンは、恥や羞恥心の感覚は自己愛の傷つきによって生じる感情と捉えた。初心者が犯しても問題にならないような初歩的なミス（たとえば将棋の二歩など）を、専門家が犯すとひどく恥ずかしく感じるのは、相応に高い自負心を持つ当人にとっては、それはあってはならないことだからである。すなわちプライドが高ければ高いほど、自己愛が先鋭化しているほど、失敗した際の恥の感覚はより一層強まる。恥の体験のしやすさと自己顕示的傾向は相関しており、恥の感情と自己愛が表裏一体の関係にあるといわれるのはこの所以である。
聴衆のいるスピーチ、歌唱、演技（舞台）などの状況下においては、通常は他人に見せたい自分、見せてもよい自分が注意深く選択され表現されていくが、声の震えや発汗、顔面のこわばりや紅潮などは自律神経系の支配下にあるため、意識ではコントロールできない予期せぬ反応が生じることがある。自己表現を生業としない大多数の人にとって、こうした状況は見せたくない自分がいつ漏れ出すか分からない、非常に緊迫した状況となる。プライドの高い人間が最も避けなければならないのは、狼狽する自分の姿が衆目に晒されることであり、他人から認められたいという人一倍強い欲求が、彼らを圧倒して強い緊張を生みだし、それはやがて恐怖感となって彼らを覆うようになる。対人恐怖症や社交恐怖をわずらう人もまた、自己愛の病理を抱えている。自己愛性パーソナリティ障害の中でも過敏なタイプは、恥の感情に特徴づけられ、強い羞恥心と対人恐怖的な性格を有している。

## 原因
自己愛性パーソナリティ障害の原因は知られていないが、アーノルド・クーパーらは様々な研究から可能性として以下の項目をリスト化した。
いくつかの自己愛的な特徴はありふれたもので、正常な発達段階においても見られる。これらの特徴が人間関係の失敗によって複合的なものとなり、成人期にまで持続し続けると、症状が最も激しくなった時点で自己愛性パーソナリティ障害と診断されることになる。この障害の原因は、フロイディアンの言葉で言えば、発達上の早期幼年時代への固着の結果であるとする精神療法家もいる。
病理的なナルシシズムは重症度の連続体の中に生じる。その中でも極端な形のものが、自己愛性パーソナリティ障害である。自己愛性パーソナリティ障害は、自分は人に根本的に受け入れられない欠陥があるという信念の結果によるものと考えられている。この信念は無意識下に保持されているため、そのような人は、もし尋ねられても、概してそのような事実を否定するであろう。人が彼らの不完全性（と彼らが思うこと）を認識し、それに続いて耐え難い拒絶や孤立が生じることを防ぐために、その様な人々は他者の自分に対する視点と行動を強力にコントロールしようとする。
病理的なナルシシズムは幼年期の世話役である親との関係性の質の低下によって発達することがあり、そのような関係性においては、両親は健全で共感的な愛情を彼らに与えることが出来なかった。その結果として子どもは、自分が人にとって何の重要性も持たず、関係性もないと認識してしまう。このような子どもは概して、自分には価値が無く、誰にも必要とされないというパーソナリティ上の欠陥をいくらか有していると信じるようになる。
病理的に自己愛的である限りにおいて、彼らは操作的で、非難がましく、自己没頭的で、不寛容で、人の欲求に気がつかず、自分の行動の人への影響を意識せず、他者に対し自分が望むように自分のことを理解するよう強く主張する。自己愛的な人物は、他者を犠牲にして自分を守るための様々な戦略を用いる。彼らは他者を価値下げし、非難し、傷つける傾向がある。また彼らは怒りと敵意を持って、脅迫的な反応で応じる。
過度に自己愛的な人物は概して、批判されたときは拒否され、屈辱を与えられ、脅かされたと感じる。これらの危険から自分を守るために、現実あるいは想像上のものにかかわらず、いかなるわずかな批判に対しても、彼らはしばしば軽蔑、怒り、あるいは無視などで反応する。そのような状況を避けるために、自己愛的な人の中には、社会的にひきこもって内気で謙虚であるように装うものもいる。自己愛性パーソナリティ障害の人物が、称賛・是認・注目・肯定的態度が不足していると感じた場合には、彼らは自身が脅かされたという感情をはっきりと示すことがある。
自己愛性パーソナリティ障害の人物は、しばしば野心的で有能なことがあるが、挫折や反対意見、批判に我慢強く耐える能力がなかったり、加えて共感性の不足が、人と協調的に仕事をすることや、長い期間を要する専門的分野での成果を保持することを困難にしている。自己愛性パーソナリティ障害の人物は、現実離れなほど誇大的に自己を認識しており、しばしば軽躁気分を伴って、概して現実の業績に不釣り合いな認識でいる。

### 分裂
| カーンバーグによる正常な自己評価の調節図 |  | カーンバーグによる正常な自己評価の調節図 |
| カーンバーグによる正常な自己評価の調節図 |  |                                          |

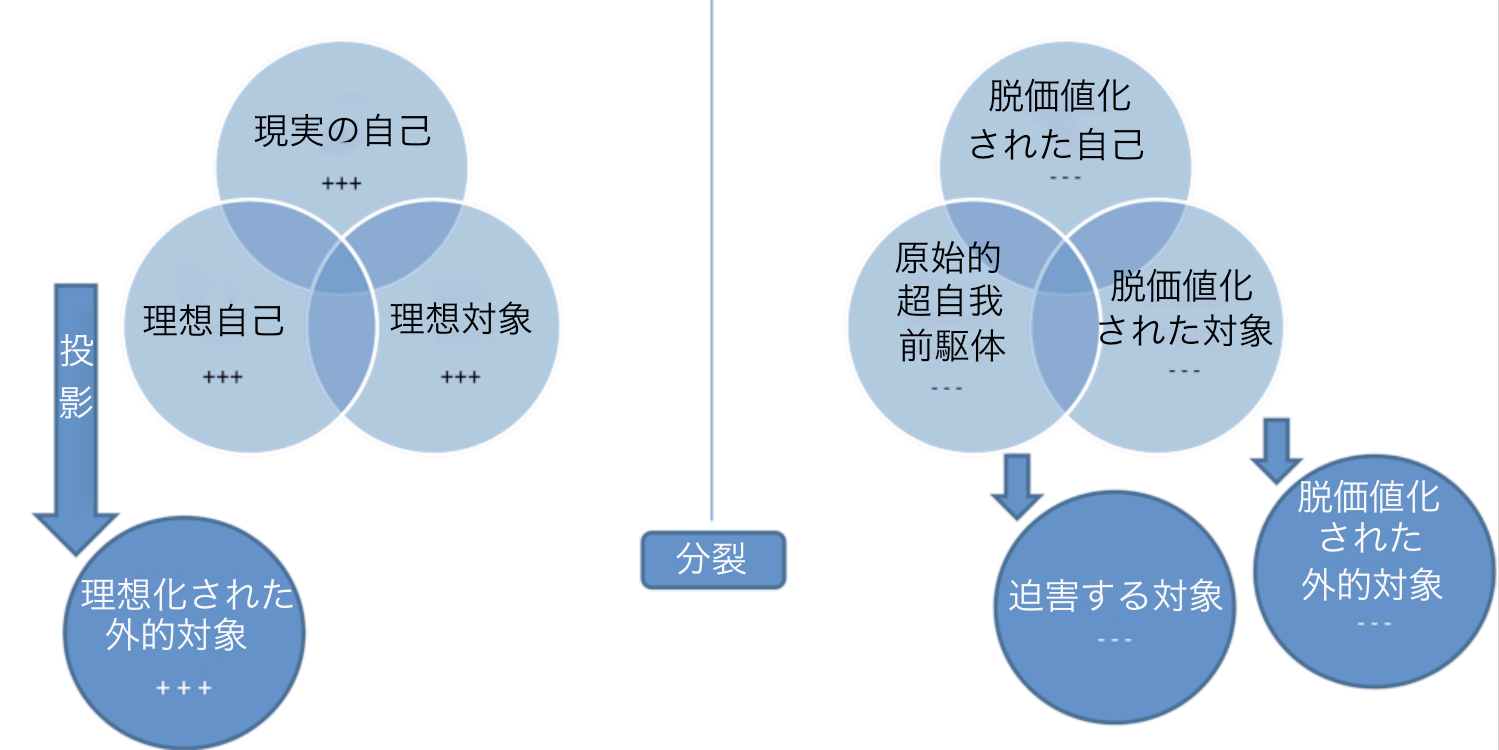
カーンバーグによる病的な自己評価の調節図
誇大的・万能的自己と無能的・無価値的自己に分裂している

自己愛性パーソナリティ障害と診断された人々は、中心的な防衛機制として分裂（スプリッティング）を用いる。精神分析医のカーンバーグは「現実の自己が一方にあり、他方に理想自己と理想対象があり、それらの間にある通常の精神的緊張はうず高く築かれた自己意識により排除され、そのような状況の中で現実の自己と理想自己、理想対象が曖昧になっている。それと同時に、受け入れられないイメージの残余部分は抑圧され、外界の対象に投影され、それらは脱価値化される」と指摘している。
うず高い自己意識と現実の自己の結合は、自己愛性パーソナリティ障害に内在する誇大性の中に見られる。また、これらの過程に固有の防衛機制は、脱価値化・理想化・否認である。他の人びとは、唯一の役割である賞賛と是認を与えることで奉仕する、彼らの延長として操作された人々であるか、あるいは自己愛者の誇大性と共謀することが出来なかったために、価値がないと見なされた人々のどちらかである。
境界性パーソナリティ障害の人格構造は良い自分と悪い自分に分裂していて、灰色の自分が存在しないのに対し、自己愛性パーソナリティ障害の人格構造は誇大的自己と無能的自己に分裂しており、真の自己である等身大の自分が存在しないのが特徴である。

### 羨望
嫉妬（jealousy）と羨望（envy）は、通俗的には同じような意味を持つ言葉として用いられるが、心理学的には異なる2つの感情である。羨望は、自分以外の誰かが望ましいよいものをわがものとしていて、それを楽しんでいることに対する怒りの感情であり、二者関係に基づいている。対して嫉妬は、三者関係で自分が愛する対象が別の存在に心を寄せることを怖れ、その存在をねたみ憎む感情である。
羨望はよい対象を破壊してしまうが、嫉妬は愛する対象への愛情は存在していて、羨望の様によい対象が破壊されてしまうことはない。この点において、羨望は最も原始的で悪性の攻撃欲動であり、破壊衝動である。自己愛性パーソナリティ障害の人物は、自分がほしいのに得られなかったものを持っている人をみたとき、激しい羨望に駆り立てられ、よいものを所有していることをねたみ、憎み、批判し、破壊しようとする。羨望と万能感に結びついた激しい攻撃性は、自己愛性パーソナリティ障害の重要な性格標識の一つである。
健康な発達過程においては、羨望の破壊性が受け止められ、そこから生じる罪悪感や抑うつを十分に体験し次第に羨望の感情を統合していく。羨望と破壊衝動に結びついた万能感は次第に減少していき、それに伴い分裂排除されていた愛情と感謝への能力が解放されるようになっていく。自らの建設的な償いと、愛情への信頼感が、次第に羨望を減少させ、感謝の感情がやがて永続的なものへと変化していく。自己愛的な人物は、羨望が処理された後に発達するこうした感情が未発達な傾向がある。メラニー・クラインをはじめとするクライン学派は、羨望の精神病理と軽躁的パーソナリティを生みだす躁的防衛が、自己愛性パーソナリティ障害を構成する中核部分であることを強調した。

### 構造
病理的な親は自分の延長物として子どもを利用する。常に上を目指すよう励まし、人より優れることを期待する。期待に沿う限りにおいて子を甘やかし、賞賛するが、出来ないときには失望し、怒りを表出する。自身の自己愛によって子を振り回すのである。こうした期待の内実は親自身の欲望であり、子供の事を自分を飾る道具、所有物、モノとして扱っているにすぎない。親の自己愛の照射を受けて養育された子どもは、期待に添う限りは賞賛され、愛されるが、一方では自分は無条件には愛されない（すなわち、本当には愛されない）という二重構造の中で生きる事となる。
そうした子どもは物を介して甘やかされてはいても、信頼と受容の関係という甘えることを体験していない。輝く子どもであることを無意識に要求され続け、しかし際限のない親の欲望を満たすことができず、常に自己が無力化される機構が働いている。無力化される体験を浴び続けることで形成されるのは、深刻な欠損を抱えた空虚な自己である。自己不信を中核とした自己意識は常に悪性の抑うつを生み出し続ける。自分は無力で価値のない、無意味な存在であるという極度に価値下げされた自己像を抱える子どもは、自己不信が生みだす深刻な抑うつを防衛するために、鏡像で映したような、等価の価値のある自分を発展させて自己をバランスしようとする。甘えを断念して手に入れたのは病理的自尊心であり、背後には茫漠たる自己不信が横たわっている。そしてその内部には愛されないことへの不安と怒り、嫉妬と羨望の感情が渦巻いている。
内的価値は自分の存在が周囲から許され愛されており、無条件に自分という存在には価値があるという感覚によって成立する。自分の内的なものに自信がない彼らが社会で生きていくためには、誰もが目で見てわかるような外的価値を獲得するしかない。収入、学歴、職業、地位、才能、ブランド、優れた容姿、スリムな体型などはその代表的なものである。周囲の人からどう思われるかに敏感であり、常に他人と自分を比較しながら生きざるを得なくなる。輝く自分を実現するには、他人を蹴落してでも上位にならなければならない。外的価値は結果を出すことでしか得られないため、プロセスはなんの意味も持たなくなる。結果主義は勝ち負けの世界を用意し、必然的に嫉妬と羨望を呼び起こす。等身大の自分を持ち合わせていない彼らは、優越している自分は他者を見下す対象にし、転落した無能な自分は見下される対象になり、対等の人間関係をつくることが困難になる。早期に自立を期待され、甘えを封印してきた彼らは、子ども時代を積み残したまま次の発達段階へと進んでいく。誇大的自己は自己不信の裏返しであり、これは一種の躁的防衛でもある。
マスターソンは、「自己愛パーソナリティ障害の精神内界構造は、誇大自己表象と万能対象表象から成り立っているが、この両者は融合して一つの単位となり、継続的に活性化されて、基底にある攻撃的な、あるいは空虚な対象関係融合単位に対して防衛している。このように絶えず活性化されているので抑うつを経験することが少ないのである」と述べており、誇大的自己は抑うつを防衛するために機能していることを指摘している。
誇大的自己が意識にのぼっている時にはエネルギーに満ち、軽躁的な活動性を示す。それに対して無能的自己が持続する状態に陥った時には、深い無力感、空虚感にとらわれ、絶望的な抑うつの海へと沈みこむ。自己愛性パーソナリティ障害の人格構造は、誇大的自己と無能的自己のあいだで振幅運動を繰り返すところにある。こうした2つに分極した自己構造を持ち、中間にある等身大の自分が存在していない。失望や失敗をきっかけに無能的自己へと転落して激しい抑うつを体験する一方で、自己評価を高めるような出来事を体験すると誇大的自己へと復帰する。適応が上手くいっている時には問題がないが、現実が思う通りにならず破綻をきたした時に露呈する感情は、激しい怒り、強烈な羨望、無力感、無価値感、空虚感、孤独感であり、それは自己不信にまみれた人間の抱く感情でもある。
摂食障害や身体醜形障害の人物も同様の構造を抱えている。分裂した自己像を抱える人物は交代性にその一方を生きるが、優れた・よい自分が持続している時は身体も優れた・よい身体と体験され、劣った・悪い自分が固定化されると身体も劣った・悪い自分として体験される。ボディイメージの歪みの背後には底知れぬ自尊心の欠如があり、それはありのままの自分には何の価値もないという幻想に由来している。美容整形依存や極端な拒食は、現実で価値の獲得に失敗し、無条件には愛されない無価値な自分が生みだす深い抑うつを、輝く理想的な自分を実現することで振り払おうとする懸命の努力であるといえる。

## 類型
自己愛性パーソナリティ障害の分類について、現代に至るまでに多くの報告がなされている。
マスターソンは自己顕示型（exhibitionistic）と引き出し型（closet ; 臆病な型）に、ブロウセックは自己中心型（egotistical）と解離型（dissociative）に分類した。バーステンは賞賛を過剰に求める渇望型（craving）、猜疑的で自分が一番と妄想する妄想型（paranoid）、活発だが傲慢な男根型（phallic）、物事をねじまげ人を操る操作型（manipulative）の4型を指摘した。ロゼンフェルドは厚皮（thick skinned）と薄皮（thin skinned）に、ウィンクは顕在型（overt）と潜在型（covert）へと分類した。

### 2つのタイプ
数多くの報告が成される中で、自己愛の病理は次第に顕在型と潜在型という2つのタイプに大きく型分けされるような障害として認知されてきた。それらの諸特徴を現象学的に記述し、包括的な報告を行ったのがグレン・ギャバードである。自己愛性パーソナリティ障害を顕在型である無関心型（無自覚型 ; oblivious）と、潜在型である過敏型（過剰警戒型 ; hypervigilant）の2つに型分けしたギャバードの分類は、現代において広く受け入れられている。これらの表現型の違いは、彼らの持つ誇大的自己が内的にどのように処理されるかによって、その現れ方が変わってきたものと理解される。2つのタイプの対比表は以下である。
| 無関心型 (無自覚型) oblivious type | 過敏型 (過剰警戒型) hypervigilant type |
| --- | --- |
| 1. 他の人々の反応に気づかない 2. 傲慢で攻撃的 3. 自分に夢中である 4. 注目の的である必要がある 5. 「送話器」はあるが「受話器」がない 6. 見かけ上は、他の人々によって傷つけられたと感じることに鈍感である | 1. 他の人々の反応に過敏である 2. 抑制的、内気、表に立とうとしない 3. 自分よりも他の人々に注意を向ける 4. 注目の的になることを避ける 5. 侮辱や批判の証拠がないかどうか他の人々に耳を傾ける 6. 容易に傷つけられたという感情をもつ。羞恥や屈辱を感じやすい |

G・O・ギャバード（1997）
DSMは歴史的にカーンバーグによって記述された攻撃的、顕在的、外向的なタイプを診断基準に組み入れて強調しており、誇大的な自己愛性パーソナリティ障害をかなり正確に記述している。しかし同一の感情的・認知的特徴と精神力動を有する潜在型の自己愛性パーソナリティ障害はほとんど無視されてしまっており、現実の臨床使用においては部分的にしか役に立たないことをギャバードやクーパーらは指摘している。

### 回避傾向を持つ群
騒々しく見栄っ張りで、傲慢で人を利用するという明確な自己愛性パーソナリティ障害の人物像とは対照的に、過度に傷つきやすく、失敗を恐れ、恥をかかされることを心配するために人前に出ることを避ける過敏なタイプの自己愛性パーソナリティの人々がいる。彼らは周囲の人が自分にどういった反応をするかに非常に敏感で、絶えず人に注意を向けている。批判的な反応にはとても過敏で、容易に侮辱されたと感じる。人に非難されたり、欠点を指摘されることを恐れ、社会的に引きこもることで葛藤を避け、自己の万能世界を築きあげようとする一群である。自分は拒絶され軽蔑されるだろうと確信しているために、スポットライトを浴びることを常に避ける。表面的には内気で抑制的に見えるが、その実、精神内界には誇大的な幻想を抱えており、自己愛的活動の大部分を空想の中で行い、それを人に知られないようにしている。彼らの内的世界の核心には、誇大的で顕示的な秘められた願望に根ざした、強い羞恥心がある。
一見すると慎み深く、ときに深く共感的に見えることもあるが、それは他者に純粋な関心があるように見せたいという彼らの願望を取り違えているだけである。彼らは自分の心的防衛の最終段階にある抑制的な行動しか目に入らず、自分のことを恥ずかしがり屋で自己主張ができない人間であり、当然受けるべきものも得られない性格だと考えていることがある。現実には持続的な人間関係を持つことが出来ず、共感性の欠如を示し、内に秘めた誇大的な自己像は慎重な面接を繰り返していくことで徐々に明らかになっていくのが、潜在型のナルシストの特徴である。
アメリカ精神医学会は精神障害の診断と統計マニュアル（DSM）において、自己愛性パーソナリティ障害の人物は批判や挫折に伴う傷つきに非常に敏感なため、社会的ひきこもりの人々にも見られることを報告している。グレン・ギャバードは、潜在型の自己愛性パーソナリティ障害の人々は回避性パーソナリティ障害や社交恐怖と多くの点で関連していることを指摘している。また牛島は、現代の操作的診断基準（DSM）においては顕在型の傲慢なタイプは自己愛性パーソナリティ障害と診断されるが、潜在型の過敏なタイプは回避性パーソナリティ障害（あるいはスキゾイドパーソナリティ障害）と診断されてしまうことが少なくないと述べている。これらは精神力動的には同じもので、単なる表裏の問題に過ぎず、背景にある自己愛性の問題を把握することが必要であることを指摘している。また丸田は、典型的な症例は無関心型と過敏型の特徴のどちらかを示すが、臨床的にはほとんどが両者の混合型であり、ひとつの症状軸である「他者の反応に意を介さない vs 他者の反応に対して非常に敏感」を取り上げても、その反応は振り子の両極のように大きく揺れ動くのが特徴（健康な人は揺れが少ない）という点を指摘している。現実の自己愛性パーソナリティ障害は、ギャバードの分類した無関心型の極から過敏型の極へと至る線上のいずれかにプロットされると考えられる。

### その他の分類
セオドア・ミロンは自己愛人格に見られる特徴を描写し、それらを5つのサブタイプとして分類した。臨床的にはどのサブタイプにおいてもその純形はほとんど見られず、特徴は少なからず重なり合っているのが普通である。
| 分類                       | 概要 | 人格特性 |
| -------------------------- | --- | --- |
| 反道徳的ナルシスト         | 反社会的特徴を含んでいる。搾取的で、不実で、人をだます、無節操なペテン師という人物像をもつ                 | 良心に欠けている。無節操で、道理に無関心であり、不実で、詐欺的で、人を欺き、傲慢で、人をモノのように扱う。支配的で、人を軽蔑し、執念深い詐欺師である |
| 多情型（好色的）ナルシスト | 演技的特徴を含んでいる。ドンファン性格者（多情で誘惑的）であり、エロティックで魅惑的な自己顕示的人物である | 性的に誘惑的であり、魅惑的で、心を引きつけ、思わせぶりである。舌のよく回る巧みな人物であり、快楽主義的な欲望に耽るが、本当の親密さにはほとんど無関心である。貧乏な人やうぶな人を魅了し、意のままに操る。病的に嘘つきで、人を騙す |
| 代償的ナルシスト           | 受動攻撃的な特徴を含んでいる。また、過敏で回避的な特徴を有している                                         | 自尊心の欠如および劣等感を中和あるいは相殺することに努める。すなわち、自分は優れており、特別で、賞賛されるべきであり、注目に値するという幻想を生み出すことで自己の欠損をバランスしようとする。それらの自己価値感は自身を強調した結果生まれたものである |
| エリート主義的ナルシスト   | 純粋なタイプである。ヴィルヘルム・ライヒの男根期的自己愛性格に相当する                                     | 偽りの業績や特別な子ども時代の体験のために、自分は特権的で、特別な能力を有すると信じている。しかし、立派な外見と現実との間に関連はほとんどない。恵まれた、上昇気流にのった良好な社会生活を求め、人との関わりにおいては特別な地位や優越が得られる関係を築こうとする |
| 狂信的ナルシスト           | 妄想的な特徴をもつ                                                                                         | 自尊心はひどく幼少時代に捉われており、普段から誇大妄想的傾向を示し、全能の神であるという幻想を抱いている人物である。自分は重要ではなく、価値が無いという幻想と戦っており、素晴らしいファンタジーを夢想すること、あるいは自己鍛錬を通じて、自尊心を再確立しようと試みている。他者から是認や支持を得ることができない時には、壮大な使命を帯びた英雄的で崇拝される人物の役割を担おうとする |

セオドア・ミロン（2003）

### 共通特徴
自己愛性パーソナリティ障害は、対人関係における搾取的行動、共感性の欠如、激しい羨望・攻撃性・自己顕示欲という諸々の特徴を示す。彼らの持つもう一つの側面は、その傷つきやすさである。意識的なレベルでは、それは無力感、空虚感、低い自尊心、羞恥心に由来するものである。それは彼らが求めたり、期待する支持が与えられない状況や、自己主張が不可能なために退避するような状況において、親しくなることを回避するという行動で表現されることがある。自己愛の病理は軽症から重症まで連続的な広がりをもち、その自己表現形式も多様である。

## 診断基準
パーソナリティ障害の診断は、特定のパーソナリティの特徴が成人期早期までに明らかになっており、薬物やストレスなど一過性の状態とは区別されている必要がある。臨床的に著しい苦痛や機能の障害がない場合は、正常なパーソナリティである。

### ICD
世界保健機関（WHO）が発表するICD-10においては、自己愛性パーソナリティ障害は他の特定のパーソナリティ障害（F60.8）に分類されており、個別の診断基準を有していない。ICD-10はまた、いかなるパーソナリティ障害の診断においてもパーソナリティ障害の全般的診断ガイドラインを満たすことを求めている。

### 鑑別診断
非精神病性のひきこもりは、等しく自我理想の問題を抱えている。対人恐怖症、不登校、退却神経症、ひきこもりは疾病論的にはDSMにおける社交不安障害から回避性パーソナリティ障害までの線上に位置し、これらは精神力動的には自己愛の障害という幅広い領域を形成している。自己愛的な傷つきに対して激しい怒りを持ち、また傷つくことを怖れ、空想的な理想と現実の自分との間で葛藤を抱えている人々である。表徴の背後にある、構造を見通す眼が求められる。

#### 他のパーソナリティ障害
元々同一の概念から誕生した経緯もあり、自己愛性パーソナリティ障害と他のパーソナリティ障害は重複する部分も多い。特にパーソナリティ障害クラスターB群（境界性、反社会性、演技性）や、回避性パーソナリティ障害などとは重なりあう部分も多く、今後の研究によって、診断基準自体が大幅に変化することもあるだろう。
境界性パーソナリティ障害と自己愛性パーソナリティ障害の連続性については多くの指摘がなされている。精神病と神経症の境界領域にある疾患群の総称が境界例であり、神経症側に近いものが自己愛性パーソナリティ障害、他方の極に近いものが境界性パーソナリティ障害であるとマスターソン、リンズレーは指摘している。またアドラーは、境界例患者は治療が進むと自己愛性パーソナリティ障害様の機能や能力を獲得することがあると述べている。ストロロウはこれら２つの障害に明確な境界を設けておらず、境界例患者でも自己を保てていれば自己愛性に近くなり、安定性を保てなくなると境界性様の症状が発現することを指摘している。現代精神医学においては、境界性パーソナリティ障害と自己愛性パーソナリティ障害を連続的なもの、すなわちスペクトラムとして捉える見方が大勢となっている。
以下に他のパーソナリティ障害との鑑別点を示す。
妄想性パーソナリティ障害
妄想性パーソナリティ障害は、通常その疑い深さと社会的ひきこもりによって自己愛性パーソナリティ障害とは区別される。これらの特性が自己愛性パーソナリティ障害にも見られる場合、それは主に自己の不完全さや欠陥があらわになることへの怖れから生じるものである。
境界性パーソナリティ障害
境界性パーソナリティ障害では、対人関係において支持への要求を顕著にあらわすが、自己愛性パーソナリティ障害の場合はそれよりも巧妙な手段を用いることが多い。自身を否定された時の過敏性は共通している。境界性パーソナリティ障害は情緒が極端で、対人関係の安定性が低いのに対し、自己愛性パーソナリティ障害はより安定し持続した関係を持つことができ、尊大であり自己評価も高い。
演技性パーソナリティ障害
演技性パーソナリティ障害は感受性が強く、情緒に富み、誘惑的だが、自己愛性パーソナリティ障害は冷淡で、共感性に欠け、賞賛を求める。自己愛性パーソナリティ障害は社会的評価の低下を伴ってまで他者の関心をひこうとはしない。
反社会性パーソナリティ障害
反社会性パーソナリティ障害と自己愛性パーソナリティ障害は人を利用し、表面的で、共感性を欠くという点で共通しているが、反社会性パーソナリティ障害は賞賛を必要としない。自己愛性パーソナリティ障害は衝動性・攻撃性を必ずしも有しておらず、社会的制裁を被るような行為障害や犯罪の既往は通常見られない。
回避性パーソナリティ障害
回避性パーソナリティ障害は理想的（誇大的）自己と無能的自己に分裂し、等身大の自分が欠如しているという自己愛性パーソナリティ障害と同様の構造を有しているが、自己愛性パーソナリティ障害における無能的自己が強力に否認・抑圧され、認識されていない状態とは異なり、回避性パーソナリティ障害はその両者が意識化されている。そのため激しい怒りや嫉妬の感情が表面的にはコントロールされており、より高次の機制が用いられている。

## 治療
治療の中心は精神療法である。薬物療法は抑うつ症状等に対する対症療法として行う。

### 病理学
自己愛性格者および自己愛性パーソナリティ障害に対する治療的試みは、ジークムント・フロイト、マスターソン、ロゼンフェルド、カーンバーグ、コフートによるものが広く知られている。
ジークムント・フロイトは、現代の疾患単位でいえば自己愛性パーソナリティ障害の人々が含まれる自己愛神経症の治療を行っていたが、これらの患者には対象転移が生じず、自己愛転移しか生じないため、精神分析では治療できないと結論づけていた。マスターソンは、自己愛性パーソナリティ障害の人物もまた見捨てられ抑うつを抱えており、分離不安や共感の失敗が万能や価値下げなどの防衛を導くと指摘した。また対象表象があたかも自己表象の構成部分であるかのように行動すること、幼児期の誇大感と万能感を維持し続けていることから、マーガレット・マーラーの発達理論における分離個体化期において発達停止が生じていると分析した。治療においては、自己愛の脆弱性を積極的に解釈し、葛藤を徹底操作していくことが重要であると報告した。ロゼンフェルドは、分裂ゆえに妄想的な被害感情を持つ心の態勢と、抑うつを受け止め償おうとする心の態勢の間に、見せかけの適応を示し変化を拒絶する自己愛構造体が自己愛性パーソナリティ障害の人々に特徴的に見られることを見いだした。こうした、いわば第三の態勢を生み出す悪性の防衛を放棄させることが、治療の眼目であるとロゼンフェルドは指摘した。
最も広く知られている治療理論はカーンバーグとコフートによるものであるが、彼らは自己愛性パーソナリティ障害に見られる転移を、積極的に直面化し解釈することあるいは共感的に扱うことで治療可能であることを報告した。2人の治療理論にはそれぞれ対照的な部分があるが、それは素材となった患者群の違いによるところが大きいといわれる。コフートが診療を行った患者は、自己評価の傷つきやすさを抱えながらもそれなりの社会適応を果たしており、外来治療が可能な人々であった。対してカーンバーグの患者は入院治療を必要とする人達を含むより重症の患者群であり、境界性パーソナリティ障害と区別がつかない人達を含んでいた。両者の治療論は以下である。
| カーンバーグ |      | コフート |
| --- | ---- | --- |
| ・怒りを生得的に持ち合わせた一次的なものと見る ・自己愛性人格は境界性人格の下位分類である ・誇大的自己は病的構造と見る ・理想化を防衛手段として直面化し、解釈する | 理解 | ・怒りは共感的反応を得られない時に生じる二次的なものと見る ・自己愛性人格は境界性人格とは区別される ・誇大的自己は正常な発達過程で見られる ・理想化を正常な発達欲求として受け入れる |
| 親が自分の自己愛の道具として特別な子を求めるなどの不適切な養育に加え、先天的な子どもの羨望と攻撃性の強さを重視する葛藤理論。自分の内部にあるアグレッションが強すぎるためにコントロールできないほどの葛藤が生じるのだと考え、解釈を通して直面化を繰り返し、自我の成長を促進する                                                                               | 原因 | 共感的な親子関係が築けなかったために心が十分に成長しなかったという後天的な環境要因を重視する欠損理論。この場合の欠損は生まれついてのものではなく、養育過程で生じた後天的な欠損を意味し、共感を用いて育て直し、自己評価調節機能と緊張緩和機能という心理的構造の内在化を目指す                                                   |
| 幼年時代の処理できなかった原始的な怒りの感情が、外界へ投影されることで生じる恐怖・憎しみ・怒り・羨望の感情を解釈を通じて繰り返し直面化する。自分の悪い部分などを他者へ投影するなどした時に、本当は患者自身に抱えきれない葛藤があることを教えてゆく。被害妄想的な世界は、実は自分の中にある幼い頃の感情が外界に投影されたものであることを解釈し、洞察を助ける | 治療 | 理想化転移を引き受ける。共感的に患者の気持ちを汲む（鏡転移）。間違いや失敗をした際には素直に謝るなど、理想化対象である治療者にも至らない点があることに気がつかせる（適量の欲求不満）。患者の欠損を解釈していくなかで、治療者のもつ安定した自己機能を取り込み、自己の欠損を埋める新たな心理構造の構築を援助する（変容性内在化） |
| 誇大的で要求がましい自信過剰タイプ (ギャバードの無関心型に相当) | 分類 | 自己評価が低く羞恥傾向があり、しばしば心身不全感を訴えるタイプ（ギャバードの過敏型に相当） |

オットー・F・カーンバーグ（1996）、ハインツ・コフート（1994）、ほか

## 疫学
一般人口における生涯有病率は1%、病院患者においては2%〜16%と推定されている。2009年にアメリカの心理学者であるトウェンギとキャンベルにより行われた調査によると、ここ10年で自己愛性パーソナリティ障害の発生率は2倍以上に増加しており、人口の16人に1人が自己愛性パーソナリティ障害を経験していると結論づけられている。

## 関連疾患
自己愛性パーソナリティ障害はうつ病・摂食障害・強迫性障害・パニック障害・身体醜形障害・物質関連障害・他のパーソナリティ障害との併存が見られる。大うつ病性障害のうち約2割が自己愛性パーソナリティ障害に伴う抑うつ症状という報告がある。以下に特に関連の深い疾患を挙げる。

### 摂食障害
アメリカ精神医学会はDSMにおいて、摂食障害の人はかなりの割合で少なくとも一つのパーソナリティ障害の診断基準を満たし、自己愛性パーソナリティ障害は神経性無食欲症（拒食症）と関連が深く、神経性大食症（過食症）は境界性パーソナリティ障害が最も多く見られると報告している。摂食障害の人々もまた、極度に価値下げされた自己像と、それに対置する理想的で誇大的な自己像が分裂して併存しており、自尊心の障害を抱えている。摂食障害における自己愛的防衛の研究は、摂食の病理と自己愛の間にある相関関係に注目している。

## 歴史

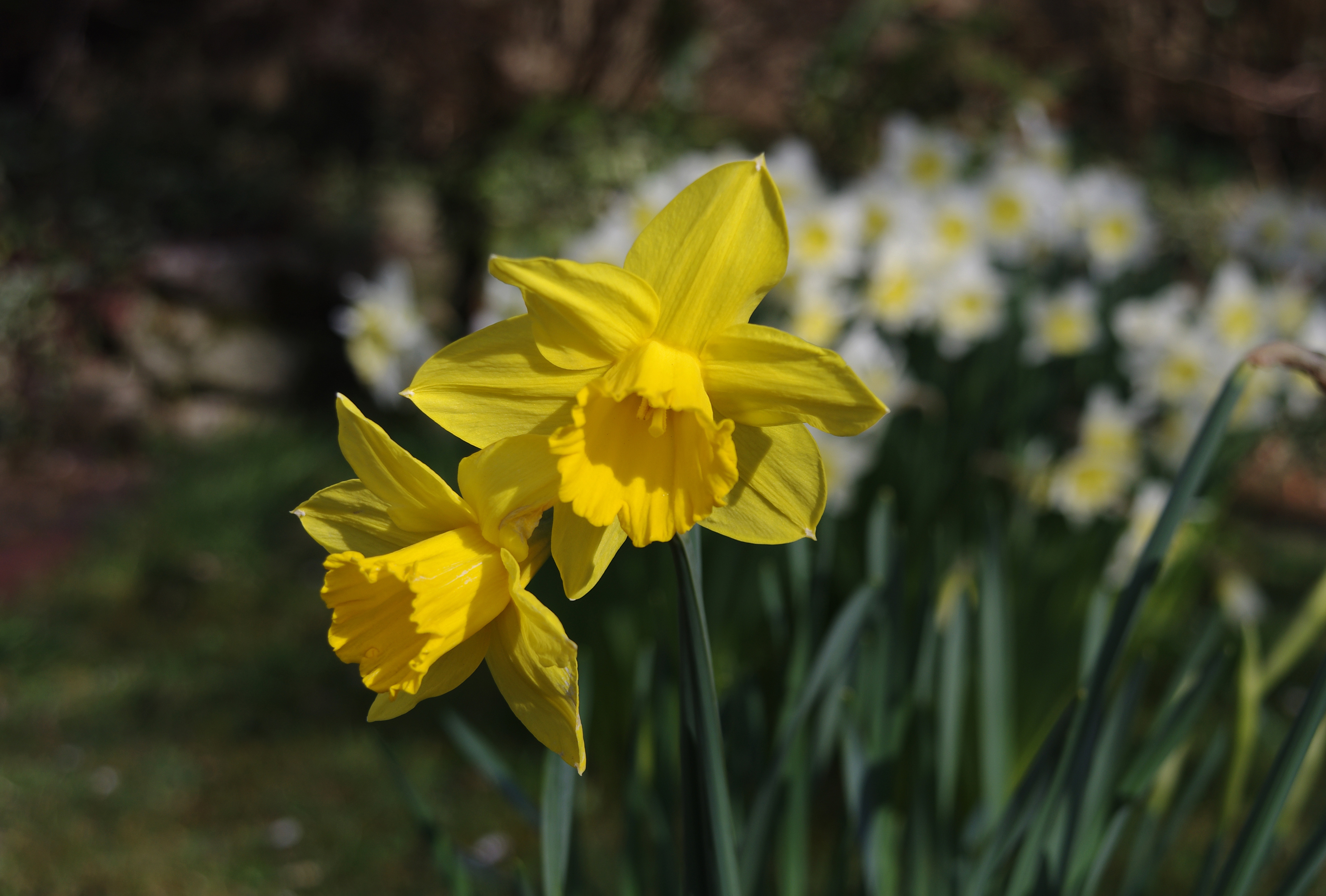
水仙（学名 : Narcissus）

極端なうぬぼれと自己中心性を表現するためにナルシシズムという言葉を使用するのは、現代の医学分類である自己愛性パーソナリティ障害の遥か以前に遡る。ギリシア神話の人物であるナルキッソスという青年は美しい容貌を備えていたが、彼に恋をした精霊のエコーに冷淡にふるまったことで女神ネメシスの怒りを買ってしまった。自分の姿に恋焦がれるという罰を受けたナルキッソスは、泉に映る自分に見惚れたまま痩せ衰えて死んでしまった。彼亡きあとの水辺には、一輪のスイセン（英: Narcissus）の花が残っていた。
ナルシシズム（自己愛）という言葉の起源は、1895年にハヴロック・エリスが自己没頭的な患者を報告する際にナルキッソスの物語を引用したのが始まりとされる。1899年にはパウル・ネッケが性倒錯を定義する言葉としてナルシシズムという語を用い、1909年にはジークムント・フロイトが対象愛の前段階という、より広い心理状態を指す語としてナルシシズムという言葉を用いた。
1933年にはヴィルヘルム・ライヒがはじめて誇大的な人物像である男根期的自己愛性格を人格の病理として記載し、1946年にはオットー・フェニケルが自己愛人格あるいはドンファン性格として記載した。1953年にアニー・ライヒは、極端な2つの自己像に分かれ、現実的な自己像を持たない自己愛患者について報告した。1967年オットー・カーンバーグによる自己愛性人格構造、1968年ハインツ・コフートによる自己愛性パーソナリティ障害の提唱により、誇大的な自己像を抱え社会生活に支障をきたす一群の疾患単位が提唱された。1980年に発表されたDSM-IIIによって自己愛性パーソナリティ障害概念が定義され、DSM-5へと引き継がれ現在に至っている。

## 自己愛性パーソナリティ障害の有名人

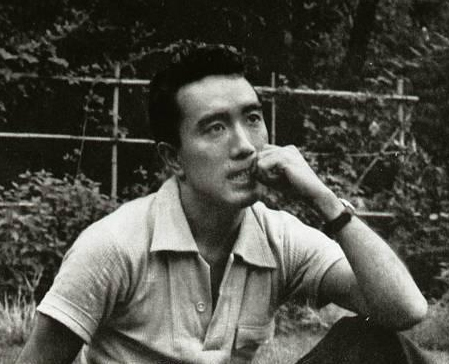
三島由紀夫（1925 - 1970）

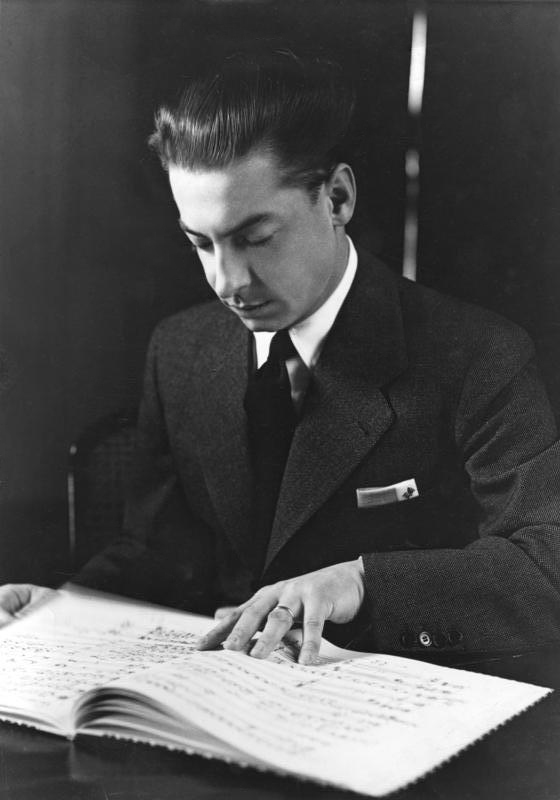
ヘルベルト・フォン・カラヤン（1908 - 1989）

自己愛性パーソナリティ（障害）を有していたとされる有名人には、三島由紀夫、サルバドール・ダリ、ヘルベルト・フォン・カラヤンがいる。
三島由紀夫は対人関係に過敏で、貴族的な選民意識を持ち、妥協を許さぬ完璧主義者であった。祖母に溺愛され、母との情緒的な繋がりを持ちにくかった三島は、幼い頃にはケガをすると危ないという理由で女の子だけを遊び相手に選ばれている。文壇デビュー当時の思うように売れない時期から、基底にある自己不確実感を覆い隠すようにボクシングやウェイトリフティングという肉体鍛錬に没頭した。またそのうるわしい肉体とは対照的に、取り巻きなしでは飲食店に入ることすらできないという過敏性を示している。その後数々の傑作を生み出し隆盛を極めたものの、40歳にもなると肉体的な老いを感じずにはいられなくなり、痩せ衰えることを極度に恐れた。やがて国家主義的思想に自らの在り方を重ねていった三島は、劇的な自決により、美を保ったまま自らの人生に幕を下ろした。
サルバドール・ダリは様々な精神障害の特徴を示しているが、その中核にあるのは歪なナルシシズムである。自らを天才と言って憚らない自己顕示性と、奇矯な振る舞いの背後には、ありのままの自分を認められずに過ごした生い立ちが関係している。ダリには同じ名前の兄がいたが、2歳でその人生を閉じており、ダリはその兄の写真を見る事を極度に恐れた。両親の目の奥に、自分ではなく、死んだ息子への不毛な愛情を感じていたからである。生涯にわたって自己喧伝の衝動に囚われ続けたダリは、『私は自分自身に証明したいのだ。私は死んだ兄ではない、生きているのは私だ、と』と綴っており、愛情面の傷つきからくる繊細な感性と、誇大的とも言える自信は、創造的な営みの原動力となった。
ヘルベルト・フォン・カラヤンは世界最高の指揮者として「帝王」の名をほしいままにしたが、その気性から数多くの問題を引き起こした。カラヤンはメディアに掲載される自らの写真を全てチェックし、認めたもののみ公表を許すなど、自分が最も理想的な姿で映し出されることを求めた。1975年に不意打ちで写真を撮られた際にはカメラマンを殴りつけるという事件を起こしている。またカラヤンは自らが貴族階級出身であることをあらわす「フォン」をつけて名乗ったが、パスポートには「ヘルベルト・カラヤン」とだけ記されていたという。幾度にも渡るベルリン・フィルハーモニーとの対立に示されるように、カラヤンは少しでも意見を言う者や、従わないものには怒り狂い、徹底的に攻撃した。世間の持つ「天才」、「帝王」という二枚目な「芸術家としてのカラヤン」と、「人間カラヤン」を同じように評価することはできないと楽員は述べている。